# زهرة الجاهلية
زهرة الجاهلية هي رواية تاريخيّة/تراثيّة للكاتب والفيلسوف المغربي بنسالم حميش، صدرت عن دار الآداب (بيروت) سنة 2003 في نحو 96 صفحة من القطع المتوسط. تستعيد الرواية حقبة ما قبل الإسلام من زاوية تخييليّة؛ إذ توظّف أحداثَ «أيام العرب» وحروبَهم الشهيرة مثل داحس والغبراء والبسوس لتفكيك بنية العنف والتمزّق القبلي، مع إسقاطاتٍ نقديّة على راهن العالم العربي.

## خلفية التأليف
كتب حميش الرواية بعد سلسلة أعمالٍ اشتُهر فيها بمساءلة التراث العربي والإسلامي (*مجنون الحكم ،العلامة ،فتنة الرؤوس والنسوة). ويكشف الغلاف – بصورةٍ تشكيلية لفرسانٍ متنازعين – عن قصديةٍ نقديّة تُحيل على الصراعات التي تمزّق جسد القبيلة، وهي ثيمة تعيد إنتاجها بنيةُ النص عبر مسارات بطلته «زهرة» التي تشهد انهيار منظومة القيم الجاهليّة في مرحلتَي ما قبل الإسلام ومطلع الدعوة. يختار الكاتب بناءً تراثيّاً شبيهاً بكتب الأبواب والفصول القديمة: تمهيدٍ مسبوقٍ بمقتبساتٍ صوفيّة (التوحيدي) وفلسفيّة (نيتشه) وأدبيّة (بورخيس)، ثم متنٍ مقسَّم عمليّاً إلى فقرات عنوانيّة، يعقبه قاموسٌ مُصغَّر وفهرس. لغويّاً تتجاور العربية الكلاسيكيّة المزدانة بالصور البيانيّة مع سجلاتٍ دارجة ومسرّحة، في صيغة تهجينٍ أسلوبيّ يستهدف المفارقة السخريّة وتحفيز القارئ على إعادة قراءة الماضي بمنظار الحاضر.

## الشخصيات
تتمحور رواية زهرة الجاهلية حول شخصية أنثوية استثنائية هي زهرة البكرية، التي تمثل محور السرد الرمزي والرمز الأسطوري للمرأة المقموعة والمتمرّدة في آن. زهرة امرأة يتيمة عاشت في بيئة جاهلية قاسية، تزوجت من رجل متوحش وأد ابنتهما، فتعمّقت غربتها وانكسارها، لتجد نفسها في عالمٍ يقدّس الحروب ويحتقر المرأة. حين يهجرها زوجها، تلجأ إلى الشعر والخمرة، وتتحول إلى ملاذ للشعراء الضائعين، وإلى صوت نسائي مندّد بعبثية العرب وانقساماتهم.
إلى جانب زهرة، تستحضر الرواية عدة شخصيات جاهلية معروفة. منها المهلهل، شاعر تغلب، الذي يُقدَّم في النص كزير نساء يحاول التودد لزهرة لكنها تصده. وامرؤ القيس، الذي تعيش معه زهرة علاقة خاطفة، قبل أن يرحل إلى القسطنطينية طلبًا للملك، تاركًا إياها وحيدة. وتحضر شخصية طرفة بن العبد المنبوذ من قبيلته، فتواسيه زهرة في محنته. كما تتمنى أن تكون مثل عبلة لتحظى بحب عنترة بن شداد، الذي يمثل البطولة العربية المغدورة.
من الشخصيات النسائية أيضاً الهيجاء قذاف الدم، وهي بدينة متوحشة تمثل الخصم الجندري لزهرة، وتعكس عبر منازلتها نقدًا صريحًا لمكانة المرأة في الثقافة الجاهلية. ويُلاحظ أن معظم هذه الشخصيات تُوظَّف بنَفَس بارودي وساخر، لإعادة مساءلة البطولات الجاهلية وتفكيك سردياتها.

## ملخّص الرواية
تندرج الرواية ضمن خانة التخييل التراثي، وتعيد تشكيل حقبة ما قبل الإسلام من زاوية رمزية وأدبية،من خلال بطلتها "زهرة البكرية"، التي تتقاطع حياتها مع شعراء وأبطال وأصنام الجاهلية ،في مناخ روائي ساخر ومحمّل بالتأويل السياسي والاجتماعي.تستحضر الرواية البيئة القبلية للعرب الجاهليين بما فيها من حروب عبثية، مثل داحس والغبراء والبسوس، وتنتقد هذه الذهنية القائمة على العصبية والغزو والفتك، حيث تصبح البطلة زهرة صوتاً معارضاً داخل هذا النظام الذكوري العنيف.تحكي الرواية قصة زهرة، وهي امرأة بكرية يتيمة وجميلة، تعيش حياة بائسة في مجتمع لا يرحم النساء. تزوجت من رجل همجي وأد ابنتها، ثم هجرها، فبدأت رحلة تيه روحي وجسدي انتهت بها إلى عالم الشعراء والخمرة والمجون. تقيم علاقات رمزية مع شعراء مثل المهلهل وامرؤ القيس وطرفة وعنترة، وتنتقل من القبيلة إلى العزلة، ومن الحلم إلى الثورة، حتى تنتهي إلى انتفاضة ضد العرب الوثنيين، تشتم فيها أصنامهم وتلعن عاداتهم.وتنهل الرواية من المرويات التراثية والمصنفات الأدبية القديمة، وتبني عالماً متخيلاً يستند إلى أسلوب تهكمي وساخر، يوظف السخرية والباروديا واللغة المتداخلة (الكلاسيكية، والدارجة، والفصيحة المعاصرة)، لخلق مفارقة بين صورة الماضي والحاضر.يلاحظ النقاد أن حميش يعيد في هذه الرواية صياغة المفاهيم الثقافية المرتبطة بالمرأة، القبيلة، السلطة، والشعر، في قالب رمزي مفتوح على التأويل. فزهرة ليست مجرد شخصية سردية، بل استعارة للوعي النسائي في بيئة تقهره، وصدى لهواجس المعاصرة التي تعيد طرح أسئلة الحرية والكرامة والمكانة في عالم تتوارث فيه الأجيال نزعات الاستبداد.وقد تلقى النقاد الرواية بكثير من الاهتمام، خاصة من حيث جرأتها اللغوية وخطابها النقدي، حيث اعتُبرت نموذجاً للرواية التي تمزج بين التراث والتخييل الحداثي، كما أدرجها بعض الباحثين ضمن تيار "الرواية التراثية الجديدة" التي لا تكتفي بإعادة تمثيل الماضي، بل تسائل وظائفه المعاصرة.

## صورة امرئ القيس
تحتل شخصية امرئ القيس مكانة محورية في رواية زهرة الجاهلية لبنسالم حميش، حيث يعيد الروائي تشكيل هذه الشخصية التاريخية الشهيرة وفق رؤية تخييلية تنفتح على أبعاد فلسفية وشعرية. يُقدَّم امرؤ القيس في النص كشاعر متمرد، حرّ، وفوضوي، يتأرجح بين العبقرية والانحلال، وبين الحنين إلى المجد والوقوع في براثن الخذلان. لا يكتفي الكاتب بإحياء الشاعر في سياقه التاريخي، بل يجعله نموذجًا معبرًا عن تناقضات الإنسان الجاهلي في علاقته بالشعر والسلطة واللذة والموت.يُبرز حميش البُعد الإيروتيكي في شخصية امرئ القيس، مشددًا على علاقاته النسائية، وانجذابه الشديد للحياة العابثة، في مقابل سعيه الفاشل إلى استرداد ملك أبيه الضائع. في هذا السياق، يظهر الشاعر كـ"ملك مخلوع"، تطارده خيبات النفي والتيه والخيانة، فتتحول رحلته إلى مسار تراجيدي ينتهي بمصير غامض يشبه الأسطورة.تؤنسن الرواية صورة امرئ القيس، وتجعل منه شخصية مأزومة لا تكتفي بلعب دور الشاعر الصعلوك، بل تتحول إلى مرآة لانكسار القيم واهتزاز البنى القبلية في أواخر العصر الجاهلي. كما يُستثمر حضور امرئ القيس للتأمل في سلطة الشعر مقابل سلطة السيف، إذ رغم ضياعه السياسي، تحتفظ الرواية له بهالة شعرية خالدة، وتعرض مقتطفات من معلقاته لتأكيد عبقريته الأدبية الخالدة.إلى جانب ذلك، يتخذ الروائي من امرئ القيس وسيلة لطرح أسئلة وجودية عميقة حول الهوية والتاريخ والذات العربية قبل الإسلام، متحركًا بين السرد التاريخي والتخييل الذاتي. وتبدو شخصية الشاعر في الرواية أكثر التباسًا من صورتها الكلاسيكية، حيث تتقاطع فيها ملامح الفارس، والعاشق، والضائع، والمنبوذ، والمثقف الخارج عن السرب.وبذلك، تُقدّم زهرة الجاهلية قراءة مغايرة لامرئ القيس، لا بوصفه مجرد شاعر جاهلي، بل ككائن تراجيدي يعيش انشطارًا بين العاطفة والعقل، وبين الحلم والواقع، في مشهد سردي يُفعّل أدوات التحليل النفسي والتاريخي في آن واحد.كما يربط بعض النقاد بين حضور امرئ القيس في الرواية ومفهوم "الذات الممزقة" الذي يشتغل عليه بنسالم حميش في رواياته التاريخية، مثل مجنون الحكم والعلامة، حيث تتحول الشخصيات الكبرى إلى محكّات سردية لقراءة أزمنة الانهيار والاضطراب.

## الخصائص الفنية والنقد
تتسم رواية زهرة الجاهلية لبنسالم حميش بخصائص فنية تستلهم مقومات الرواية التاريخية الجديدة، إذ تمزج بين التضفير السردي واللغة الشعرية، وتستدعي التناص مع المعلقات والنصوص الجاهلية لتوليد طبقات إيحائية تعيد تشكيل المتخيل العربي القديم. يقوم البناء السردي على منظور تعددي يجاور فيه الراوي العليم أصواتاً ذاتية داخلية، فتتشكل بنية تبرز التوتر بين السرد والتاريخ وترصد انكسارات البطل ومجتمعه. كما يوظف الكاتب تقنية الميتاسرد، حيث تلتقي حوارات الشخصيات حول فعل الكتابة بمسار الحكاية لتكشف هشاشة الحدود بين الوقائع المتخيلة والحقائق المؤرشفة.تخضع البنية الزمنية لمنظور دائري يبدأ بأفول ملك امرئ القيس وينتهي بتشظي وجوده، بينما تتخللها استرجاعات واستباقات تولد إيقاعاً متوتراً يضفي على الزمن قيمة درامية. تعتمد الرواية لغة مكثفة الإيقاع تزدان بصور صحراوية وحسية، وتستثمر عتبات الفصول القصيرة وعناوينها الشعرية لتوجيه التأويل وإحكام القبضة الدلالية على القارئ. كما يتخذ امرؤ القيس معنى وجودياً يُجسد قلق الهوية العربية قبل التوحيد الديني، فتنعكس أزمته على تفاصيل السرد وملامح الشخصيات الثانوية.رغم هذه المزايا، لم تسلم الرواية من نقد أكاديمي رأى أن وفرة الإشارات التراثية تثقل السرد وتحول القراءة إلى تمرين موسوعي قد يرهق القارئ العام. وعاب آخرون ما سموه سطوة المؤلف‑المؤرخ التي تجعل الشخصيات تتحرك بوصفها أمثولات فكرية أكثر منها ذواتاً حية، فتنكمش طاقتها الدرامية لصالح الخطاب الفكري. كما اعتبر فريق ثالث أن البلاغة العالية تتحول أحياناً إلى افتعال أسلوبي، خاصة حين تتراكب المقاطع الوصفية مع المحاججة الفكرية فتبطئ الإيقاع الحكائي.في المقابل، أشادت قراءات أخرى بدقة الاشتغال التاريخي وبقدرة النص على محاورة الراهن السياسي عبر إسقاطات شفيفة على قضايا السلطة والهامش. ورأت هذه الأصوات أن الرواية تمثل محطة متقدمة في مشروع حميش الذي يزاوج بين الفلسفة والتخييل، وتسهم في تجديد الرواية التاريخية في السرد العربي المعاصر. ويُقدَّرُ لهذا التوليف الفني أن يفتح حواراً بين الأجناس الأدبية، إذ يستعير السرد إيقاع القصيدة الملحمية ويستثمر تقنيات السينما مثل القطع المشهدي والنص الموازي، ما يمنح النص حركية بصرية لافتة. وبذلك تجمع زهرة الجاهلية بين التحقيق التاريخي واستبطان الذات، مطورة حساسية سردية تجمع الشهادات المكتوبة بالمنظور النفسي ومتجهة نحو تفكيك بنية السلطة والمعنى في آنٍ واحد.